# Luis Fuertes
Luis Fuertes Fuertes (Boisan, Lucillo, provincia de León; 23 de abril de 1948-Barcelona, 15 de agosto de 2018) fue un sindicalista y político español que desarrolló la mayor parte de su actividad en Cataluña.

## Biografía
Estudió en Astorga y en 1966 marchó a Madrid con su familia. En 1967 se estableció en Barcelona y comenzó a trabajar en la empresa Hispano-Olivetti, donde fue miembro de la comisión obrera de la fábrica. En 1968 se afilió al entonces sindicato ilegal, Unión General de Trabajadores (UGT), y junto a Josep Veliz y Camilo Rueda, reorganizó la Federación del Metal de Cataluña del sindicato, a través de contactos con obreros de otras empresas del sector (MACOSA, SEAT, Pegaso, etc). 
En 1972 y 1974, fue suspendido de empleo y sueldo por organizar diferentes huelgas. Formó parte del Comité regional de la UGT de Cataluña en 1974, con Camilo Rueda y Eduardo Montesinos Chuchas. El 20 de junio de 1976 fue elegido secretario general de la UGT de Cataluña en la asamblea que tuvo lugar en Tarrasa, sustituyendo a Joan Codina i Torres, cargo que ocupó hasta 1982, cuando le sustituyó Josep Valentín i Anton. Miembro del Partido de los Socialistas de Cataluña (PSC), fue elegido diputado al Congreso en las elecciones generales de 1977 en la candidatura Socialistes de Catalunya, renovando mandato en 1979, en ambos casos por la circunscripción de Barcelona.
Junto con Sindicalistas Solidarios, trabajó como cooperante durante cinco años, en diversos proyectos para fortalecer a las organizaciones sindicales latinoamericanas para que pudieran conseguir trabajos dignos para todos. Durante los últimos años realizó esta labor dentro de un programa de la Organización Internacional del Trabajo.